# جون ساندستروم
جون ساندستروم (بالسويدية: Johan Sandström)‏ هو عالم وصف المياه ‏ سويدي، ولد في 6 يونيو 1874 في Degerfors Municipality ‏ في السويد، وتوفي في 12 يناير 1947 في حي مدينة بروما ‏ في السويد.